# Tönnes Björkman
Tönnes Björkman (n. 25 martie 1888, Götaland, Suedia – d. 21 noiembrie 1959, Stockholm, Suedia) a fost un trăgător de tir ce a reprezentat Suedia, medaliat olimpic. A participat la o ediție a Jocurilor Olimpice (1912) în care a câștigat o medalie de bronz.

## Participări
Lista de mai jos prezintă principalele competiții la care a participat Tönnes Björkman de-a lungul carierei.
- shooting at the 1912 Summer Olympics – men's team rifle[*]